# Lagonglong

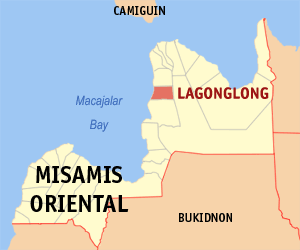
Bản đồ Misamis Oriental với vị trí của Lagonglong

Lagonglong là một đô thị hạng 5 ở tỉnh Misamis Oriental, Philippines. Theo điều tra dân số năm 2000 của Philipin, đô thị này có dân số 16.882 người trong 3.200 hộ.

## Các đơn vị hành chính
Lagonglong được chia ra 10 barangay.
- Banglay
- Dampil
- Gaston
- Kabulawan
- Kauswagan
- Lumbo
- Manaol
- Poblacion
- Tabok
- Umagos